# Église de la Sainte-Famille d'Iklin
L'église de la Sainte-Famille est une église catholique située à Iklin, à Malte.

## Historique
Elle a été élevée au rang d'église paroissiale en 2005.